# 유니정
유니정(일본어: 由仁町)은 일본 홋카이도 소라치 종합진흥국 관내의 유바리군에 있는 정이다. 삿포로시에서 동쪽으로 약 42km 지점에 위치한다.

## 지리
홋카이도 소라치 관내의 최남단에 위치한 표주박 모양의 정으로 길이는 동서 8km, 남북 32km에 총면적 133.86km2이다. 남북으로 유바리강이 흐르고 남동부 삼림 지대는 유바리 산지에 속하며 서부·남부에는 마오이 구릉이 펼쳐진다. 정의 서부는 나가누마정에서 계속되는 마오이 구릉이다. 동부는 평탄한 저지로 구리야마정과의 경계에는 유바리강이 흐른다. 남동부는 유바리 산지에서 계속되는 삼림 지대이다.

### 인접한 자치체
- 소라치 종합진흥국
  - 유바리시, 구리야마정, 나가누마정
- 이시카리 진흥국
  - 지토세시
- 이부리 종합진흥국
  - 아비라정, 아쓰마정

## 역사
지명 유래는 아이누어의 ‘유우니’(yu-un-i, 온천이 있는 곳)라는 설과 ‘유니’(i-un-i, 뱀이 있는 곳)라는 설이 있지만 전자가 유력한 것으로 여겨진다.
- 1902년 - 2급 정촌제의 시행으로 유니촌이 성립하였다.
- 1950년 - 유니촌이 정으로 승격해 유니정이 되었다.

## 경제
기간산업은 농업이고, 최근에는 허브 등 관광 자원에도 힘을 쓰고 있다.

## 교통

### 철도
- 홋카이도 여객철도
  - 무로란 본선
  - 세키쇼선

### 도로
- 도토 자동차도
- 국도 234호선(일본어판)
- 국도 274호선